# Zeit in Thailand
Zeit in Thailand bezieht sich auf die Zeitzone UTC+7 (Koordinierte Weltzeit), die in Thailand benutzt und ohne Sommerzeit angewendet wird. Die thailändische Standardzeit wird mit „THA“ abgekürzt.
2001 verkündete der damalige Premierminister Thaksin Shinawatra die Absicht, die thailändische Standardzeit auf UTC+8 zu ändern, um mit Singapur, Malaysia, China, Hongkong und den Philippinen in einer gemeinsamen Zeitzone zu liegen (ASEAN Common Time).

## Angabe des Datums
Thailändische Datumsangaben richten sich nach der Buddhistischen Zeitrechnung (Suriyakati-Kalender), die mit dem Tod von Gautama Buddha beginnt und damit 543 vor der Gregorianischen Zeitrechnung liegt. Als Beispiel: das Jahr 2017 ist damit 2560 in thailändischer Datumsangabe.

## Tageszeiten
In vielen Gegenden Thailands wird in der Alltagssprache ein sechsstündiger Tagesrhythmus benutzt, ähnlich wie im Deutschen der zwölfstündige, in dem Es ist eins für 1 Uhr oder 13 Uhr stehen kann. Im Einzelnen:
- mong chao (Thai: โมงเช้า, [mōːŋ tɕʰáːw]) für die Zeit zwischen 7.00 und 12.59
- bai mong (Thai: บ่าย  โมง, [bàːj mōːŋ]) für die Zeit zwischen 13.00 und 18.59
- thum (Thai: ทุ่ม, [tʰûm]) für die Zeit zwischen 19.00 und 0.59
- ti  (Thai: ตี, [tīː]) für die Zeit zwischen 1.00 und 6.59

Diese Art der Zeitangabe wurde 1901 durch König Chulalongkorn (reg. 1868 bis 1910) in der Royal Gazette bekanntgegeben.
Thailand befolgt seit 1992 auch den internationalen Standard ISO 8601 als nationale Variante TIS 1111:2535.